# 电阻晶体管逻辑
电阻晶体管逻辑（RTL），有时也称为晶体管电阻逻辑（TRL），是一类使用电阻器作为输入网络并使用双极结型晶体管（BJT）作为开关器件构建的数字电路。RTL是最早的一类晶体管数字逻辑电路；它的继承者是二极管晶体管逻辑（DTL）和晶体管晶体管逻辑（TTL）。
RTL电路最初是用分立元件构成的，但在1961年，它成为第一个以单片集成电路形式生产的数字逻辑电路系列。RTL集成电路被用于阿波罗制导计算机，该计算机于 1961年开始设计，并于1966年首次飞行。 

## 实现

### RTL反相器
双极晶体管开关是实现逻辑非的最简单的RTL门（反相器或者说非门）。 它的主要结构是一个共射极电路，基极和输入电压源之间连接有一个基极电阻。基极电阻的作用是通过将输入电压转换成电流，将非常小的晶体管输入电压范围（约0.7 V）扩展到逻辑“1”电平（约3.5 V）。设计电路时，基极电阻的电阻大小需要折衷：电阻应足够低以使晶体管饱和，并且应足够高以获得高输入电阻。集电极电阻的作用是将集电极电流转换为电压；其电阻值应足够高以使晶体管饱和，又应足够低以获得低输出电阻（高扇出）。

### 单晶体管RTL或非门

单晶体管RTL NOR门的示意图。

如果输入级使用两个或多个基极电阻（上图中的R3和R4）而不是一个基极电阻，反相器就变成双输入RTL或非门（见右图）。逻辑运算“或”是通过连续应用两个算术运算加法和比较来执行的（输入电阻网络充当具有等权重输入的并联电压加法器，并且随后的共发射极晶体管级充当阈值约为0.7 V的电压比较器）。所有连接到逻辑“1”的电阻的等效电阻和所有连接到逻辑“0”的电阻的等效电阻构成驱动晶体管的组合分压器的两条支路。选择（限制）基极电阻和输入数量，以便仅一个逻辑“1”就足以产生超过阈值的基极-发射极电压，从而使晶体管饱和。如果所有输入电压都为低（逻辑“0”），则晶体管截止。下拉电阻R1将晶体管偏置到适当的开关阈值。由于晶体管Q1的集电极-发射极电压被作为输出，因此输出是反相的，当输入为低时，输出为高。因此，模拟电阻网络和模拟晶体管级执行逻辑功能“或非”。 

### 多晶体管RTL或非门

多晶体管RTL或非门示意图，用于阿波罗制导计算机集成电路。

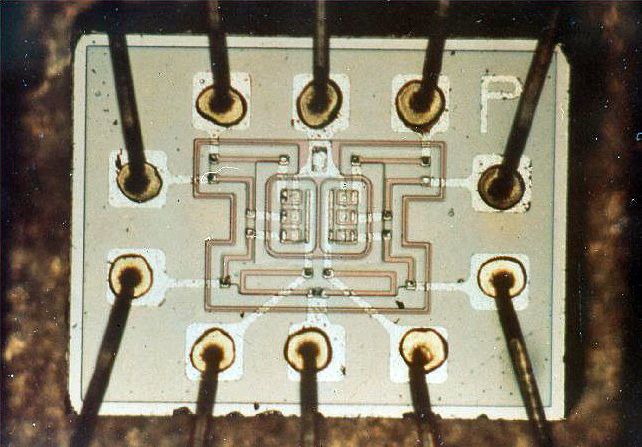
用于构建阿波罗制导计算机的双-3输入 NOR门芯片的照片。连线如下（从顶部中心顺时针方向）：接地、输入（3管脚）、输出、电源（V_{cc} ）、输出、输入（3管脚）。六个晶体管（两组，每组三个）位于中心。从端子到晶体管的细线是电阻器。

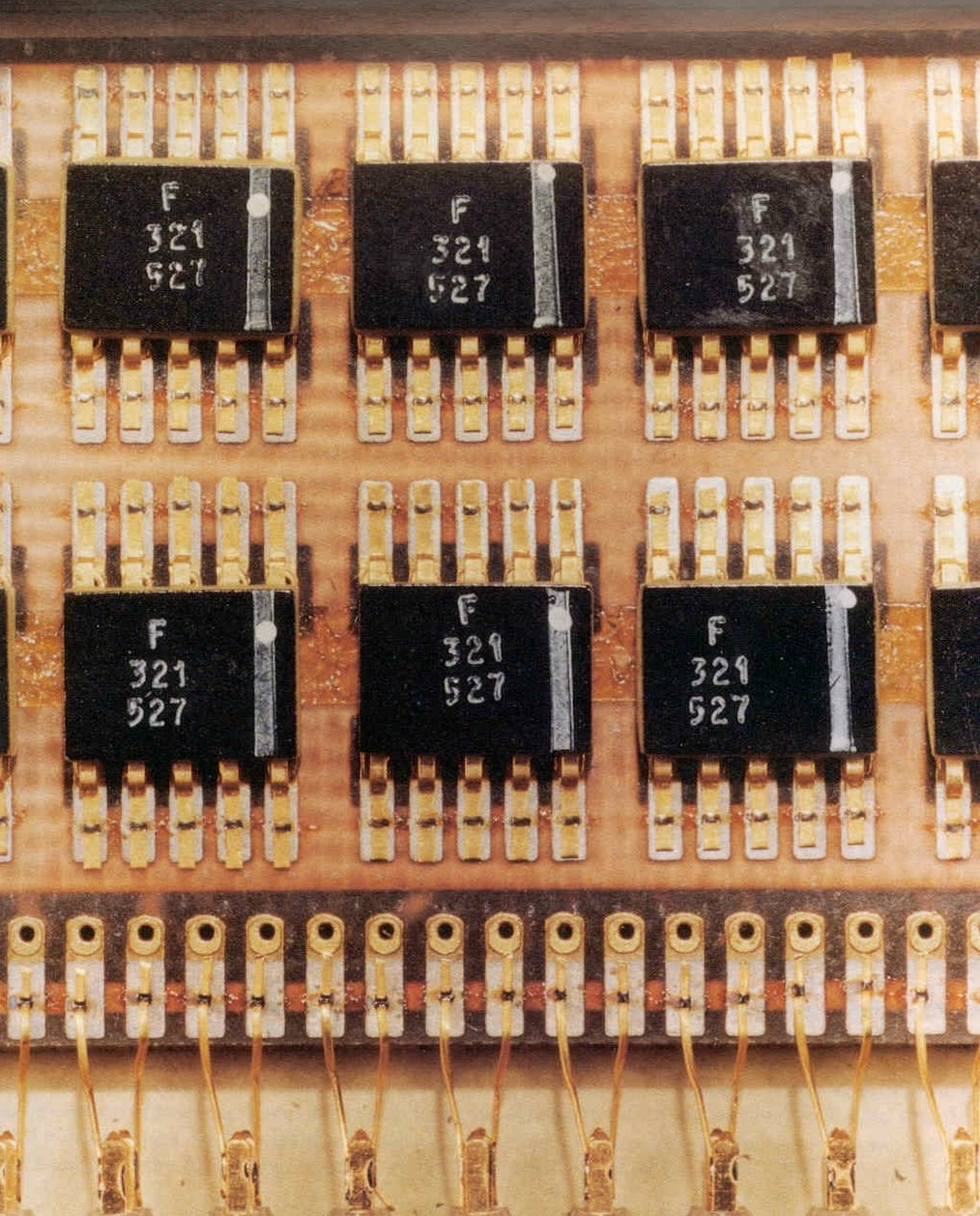
阿波罗制导计算机中的扁平RTL NOR 门集成电路

多晶体管RTL实现克服了单晶体管RTL NOR门的局限性。它由一组由逻辑输入驱动的并联晶体管开关组成（见右图）。在这种配置中，输入完全分离，输入数量仅受输出逻辑“1”处的截止晶体管的小漏电流的限制。后来，同样的想法被用于构建DCTL、ECL、一些TTL （7450、7460）、NMOS和CMOS门。

### 晶体管偏置
为了确保双极晶体管的稳定性和可预测的输出，它们的基极输入（Vb或基极端子电压）有偏置。

## 优势
RTL技术的主要优势是它使用的晶体管数量最少。在集成电路出现之前，在使用分立元件的电路中，晶体管是生产成本最高的元件。早期的集成电路逻辑生产（例如1961年的仙童公司）曾短暂地使用过同样的方法，但很快就过渡到性能更高的电路，例如二极管晶体管逻辑电路，然后是晶体管-晶体管逻辑电路（始于1963年的Sylvania Electric Products公司），因为这时候二极管和晶体管并不比集成电路中的电阻器贵。 

## 局限
RTL的缺点是，当晶体管导通时，电流会流过集电极和基极电阻，从而导致功耗较高。这需要向RTL电路供应更多电流并从RTL电路中去除热量。相比之下，具有“推挽输出”输出级的TTL 电路最大限度地减少了这两个要求。
RTL的另一个限制是其有限的扇入：90%的RTL电路最多只能容纳五个输入。它的噪声裕度较低。兰开斯特表示，集成电路RTL或非门（每个输入端有一个晶体管）可以用“任意合理数量”的逻辑输入构成，并给出了一个八输入或非门的例子。 
标准集成电路RTL NOR门最多可以驱动3个其他类似的门。或者说，它具有足够的输出来驱动最多2个标准集成电路RTL“缓冲器”，每个缓冲器可以驱动最多25个其他标准RTL或非门。 

## 加速RTL
各公司已将以下加速方法应用于分立RTL。
从第一台晶体管计算机到现在，晶体管的开关速度一直在稳步提高。 GE晶体管手册（第7版第181页，或第3版第97页）建议通过使用更高频率的晶体管、电容器或从基极到集电极的二极管（并联负反馈）来提高速度，以防止饱和。 
将一个电容器与每个输入电阻并联放置，可以减少驱动级对驱动级的基极-发射极结进行正向偏置所需的时间。工程师和技术人员使用“RCTL”（电阻-电容-晶体管逻辑）来表示配备有“加速电容器”的门。林肯实验室TX-0计算机的电路包含一些 RCTL。
使用高集电极电源电压和二极管钳位减少了集电极-基极和接线电容充电时间。这种布置需要二极管将集电极钳位到设计逻辑电平。该方法也适用于分立二极管晶体管逻辑（DTL）。 
分立器件逻辑电路中常见的另一种方法是使用二极管和电阻器、锗二极管和硅二极管，或负反馈布置中的三个二极管。这些被称为各种贝克钳位的二极管网络在集电极接近饱和时降低了施加到基极的电压。由于晶体管饱和程度较浅，因此晶体管积累的存储电荷载流子较少。因此，晶体管关闭期间清除存储电荷所需的时间更短。 通过使用肖特基二极管（如肖特基TTL） ，将低压二极管应用于集成逻辑系列，以防止晶体管饱和。